# Ulinodes costalis
Ulinodes costalis är en fjärilsart som beskrevs av Sergius G. Kiriakoff 1968. Ulinodes costalis ingår i släktet Ulinodes och familjen tandspinnare. Inga underarter finns listade i Catalogue of Life.